# Mucroberotha vesicaria
Mucroberotha vesicaria is een insect uit de familie van de Berothidae, die tot de orde netvleugeligen (Neuroptera) behoort. 
Mucroberotha vesicaria is voor het eerst wetenschappelijk beschreven door Tjeder in 1968.